# Bergtall
Bergtall (Pinus mugo), även kallad bergfur, är en i Sverige introducerad tallart som har sitt ursprung i bergstrakterna i Centraleuropa. Den har kommit att bli helt naturaliserad efter att ha planterats för att binda flygsand i kusttrakter eller som annan skyddsplantering.  Något som skiljer bergtallen från vår vanliga tall (Pinus sylvestris) är att den bär kottar redan som väldigt ung, dessutom är kottarna mycket blankare. 
Det finns två underarter: vanlig bergtall (ssp. mugo) och fransk bergtall (ssp. uncinata). Skillnaden mellan underarterna är att vanlig bergtall är buskigare än fransk som är mer trädformad fastän avgränsningen mellan dem är oklar.
Ursprungliga bestånd finns från Frankrike i väst till Rumänien i ost samt från Tyskland och Polen i norr till Italien och Grekland i syd. Arten växer i kulliga regioner och bergstrakter mellan 600 och 2700 meter över havet. Exemplaren kan vara utformade som buskar eller träd. Bergtall växer vanligen i högre trakter än arter av släktena Fagus och Picea. Den hittas ofta på kalksten men den kan leva på annan grund.
Hot finns endast mot underarten Pinus mugo rotundata. Den påverkas av torrläggning och av konkurrensen med granen. IUCN kategoriserar arten globalt som livskraftig.

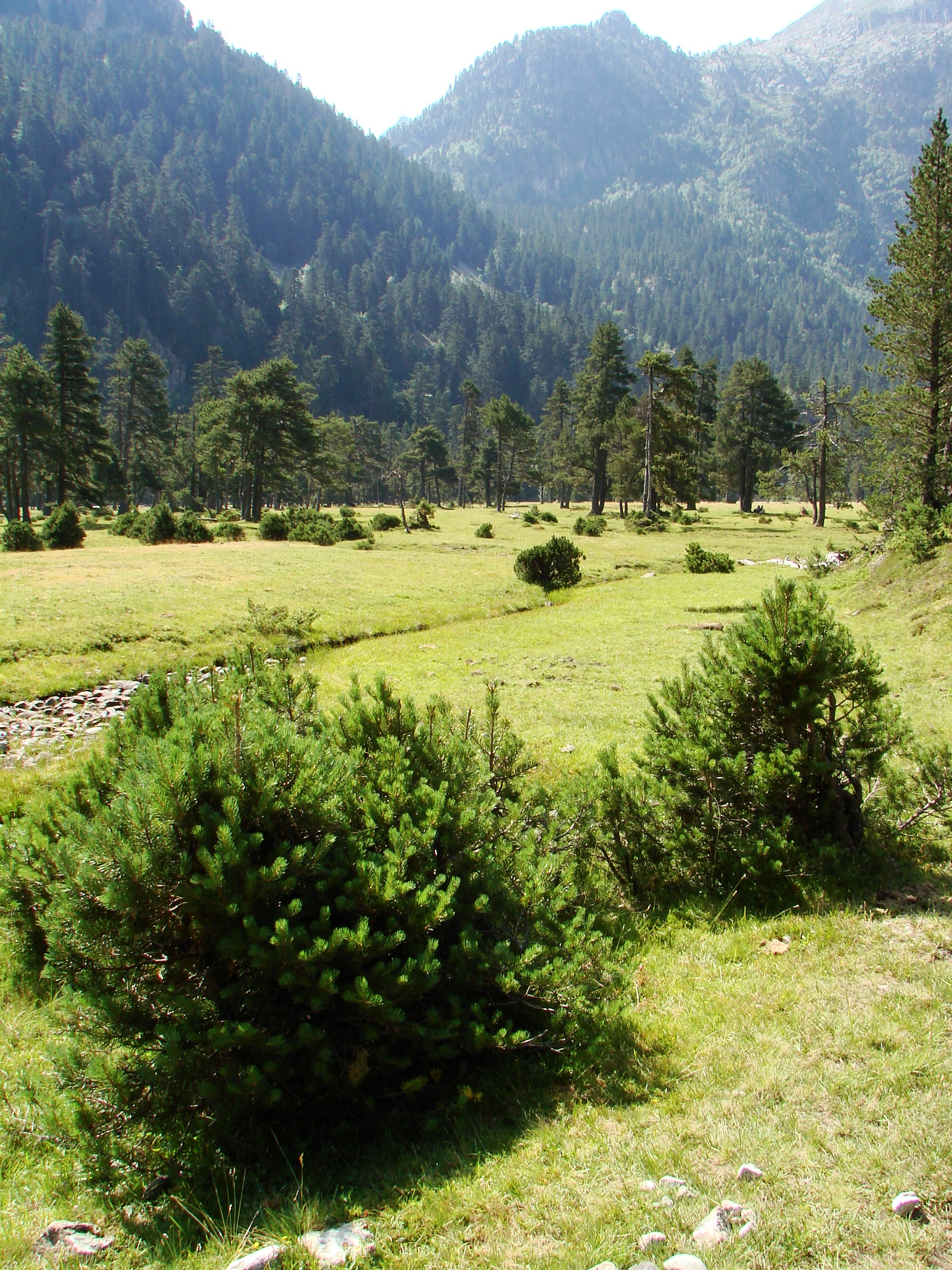
Underarten fransk bergtall i Vallée du Marcadau, Frankrike.
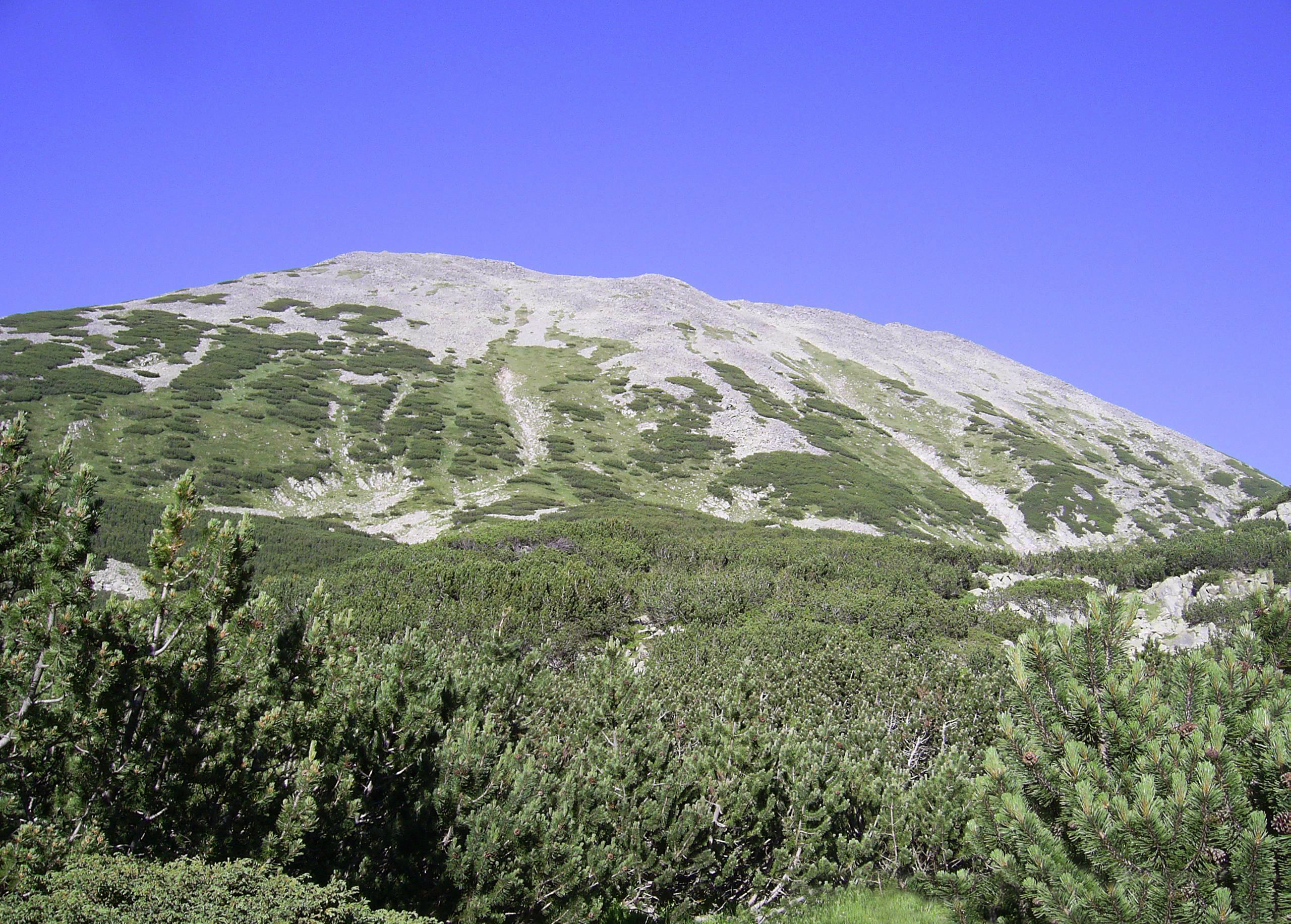
Träden på bilden tillhör underarten vanlig bergtall. Bergtall kan leva på höjder över 2600 m ö.h. Den högsta (dock trädlösa) bergstoppen på bilden är 2746 m. Bilden är tagen i Pirinbergen i Bulgarien.
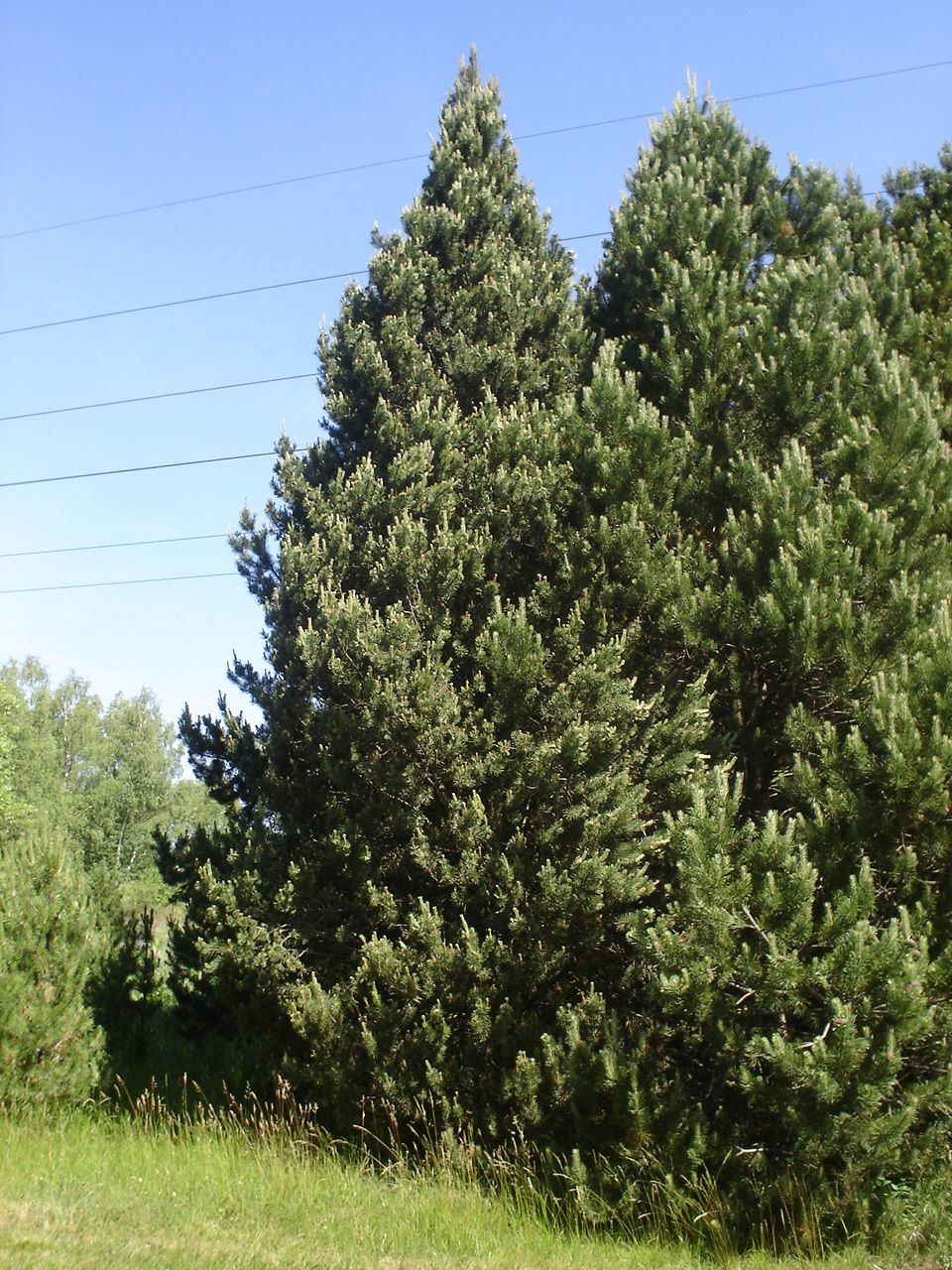
Pinus × rotundata som är en hybrid mellan vanlig och fransk bergtall.